# Thiên Hà 1
Thiên hà 1 (tiếng Trung: 天河一号; pinyin: Tiānhé yīhào) là một siêu máy tính tại Trung tâm siêu máy tính Thiên Tân, Cộng hòa Nhân dân Trung Hoa. Đây là một trong ít các siêu máy tính cấp pêtaFLOP bên ngoài Hoa Kỳ.
Tháng 10 năm 2010, một phiên bản nâng cấp của máy tính (Thiên Hà 1A) đã trở thành siêu máy tính nhanh nhất thế giới, tốc độ tính 2,5 pêtaFLOP. Thiên Hà 1 được vận hành như một hệ thống truy cập mở cho các tính toán khoa học quy mô lớn và sử dụng hệ điều hành Linux.
Thiên Hà 1 được xây dựng và phát triển bởi Đại học Quốc gia Công nghệ Quốc phòng tại Trường Sa, Hồ Nam, vận hành 29/10/2009 và được liệt vào siêu máy tính chạy nhanh thứ năm của năm 2009, với tốc độ xử lý 563 nghìn tỷ phép tính động mỗi giây.

## Thiên Hà 1A
Thiên Hà 1A được Trung Quốc nâng cấp từ Thiên Hà 1, sử dụng 14.336 bộ vi xử lý Xeon 6 nhân X5670 và 7.168 chip đồ họa Nvidia M2050